# Jiří Kodl
Jiří Kodl (Písek, 3 de abril de 1889 - 29 de outubro de 1955) foi um tenista da Boémia.
Jiří Kodl participou dos Jogos Olímpicos de 1912, sendo o porta bandeira.